# 3. makedonska brigada (NOVJ)
3. makedonska brigada (makedonsko Трета македонска ударна бригада) je bila brigada v sestavi Narodnoosvobodilne vojske in partizanskih odredov Jugoslavije in ki je delovala med drugo svetovno vojno na področju Kraljevine Jugoslavije.

## Organizacija
- štab
- 3x bataljon